# 후지와라노 가네스케

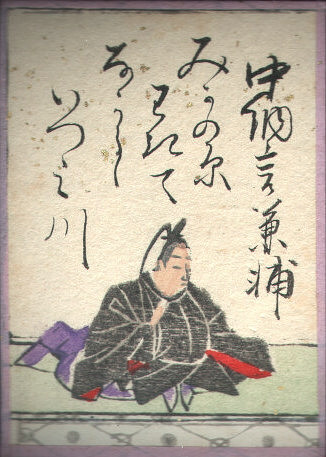
후지와라노 가네스케 『三十六歌仙額』

후지와라노 가네스케(일본어: 藤原兼輔)는 일본의 36가선중 한명이다. 헤이안(平安) 중기의 공가(公家)이자 가인(歌人)이다.
겐케이(元慶) 원년(877년) 우중장(右中将) 후지와라노 도시모토(藤原利基)의 아들로 태어났다. 간헤이(寛平) 9년 (897년)에 다이고 천황(醍醐天皇)이 즉위하면서 승전(昇殿)이 허용되었다. 쇼타이(昌泰) 4년 (901년)에 우위문소위(右衛門少尉), 엔기(延喜) 2년 (902년)에 종5위하(従五位下)직에 서하되었다. 그 다음해에는 내장조(内蔵寮)에 발탁되었고, 이후로도 좌병위좌(左兵衛佐), 우위문좌(右衛門佐), 좌근위소장(左近衛少将), 무관 5위장인(五位蔵人)을 역임했다. 엔기 16년 (916년)에는 종4위하(従四位下)직으로 승진되었다. 그 다음해에는 장인두(蔵人頭, 천황 비서격)서임. 2년 후에는 좌권위권중장(左近衛権中将)으로 그 직책이 높아진다. 엔기 21년 (921년)에는 태정관 참의(参議)에 서임되었고, 엔초(延長)에 종3위(従三位), 권중납언(権中納言)의 자리에 오른다. 조헤이(承平) 3년 (933년)에 57세의 나이로 숨을 거두었다.
무사임에도 와카와 기악에 능통했다고 전해진다. 백인일수 중 한명인 후지와라노 사다카타(藤原定方)등과 갖은 가단(歌壇)의 핵심 인물이었다. 기노 쓰라유키(일본어: 紀貫之)나 오시코치노 미쓰네(凡河内躬恒) 등 유명한 시인들과 교류하였다.
고금화가집(일본어: 古今和歌集 코킨와카슈[*])에 그의 작품 56수(首)가 정리 되어 있다.

## 참고 문헌
- 『公卿補任 第一篇』吉川弘文館、1982年
- 『尊卑分脈 第二篇』吉川弘文館、1987年